# Alexandr Kirichenko
Alexandr Alexandróvich Kirichenko –en ruso, Александр Александрович Кириченко– (Kiev, 13 de agosto de 1967) es un deportista soviético de origen ucraniano que compitió en ciclismo en la modalidad de pista, especialista en la prueba del kilómetro contrarreloj.
Participó en tres Juegos Olímpicos de Seúl 1988, entre los años 1988 y 1996, obteniendo una medalla de oro en Seúl 1988, en la prueba del kilómetro contrarreloj.
Ganó dos medallas en el Campeonato Mundial de Ciclismo en Pista, oro en 1990 y bronce en 1989.

## Medallero internacional
| Juegos Olímpicos   | Juegos Olímpicos      | Juegos Olímpicos  | Juegos Olímpicos      |
| Año                | Lugar                 | Medalla           | Competición           |
| ------------------ | --------------------- | ----------------- | --------------------- |
| 1988               | Seúl ( Corea del Sur) | Medalla de oro    | 1 km contrarreloj     |
| Campeonato Mundial |                       |                   |                       |
| Año                | Lugar                 | Medalla           | Competición           |
| 1989               | Lyon ( Francia)       | Medalla de bronce | 1 km contrarreloj (A) |
| 1990               | Maebashi ( Japón)     | Medalla de oro    | 1 km contrarreloj (A) |